# チャールズ・フォックス・タウンゼンド
チャールズ・フォックス・タウンゼンド（英語: Charles Fox Townshend、1795年6月28日 – 1817年4月2日）は、イートン・ソサエティの創設者。

## 生涯
ジョン・タウンゼンド卿とジョージアナ・アン・ポインツ（Georgiana Anne Poyntz）の長男として、1795年6月28日にボールズ・パークで生まれた。チャールズ・ジェームズ・フォックスが代父を務めた。1807年から1812年までイートン・カレッジで教育を受けた後、1812年7月6日にケンブリッジ大学セント・ジョンズ・カレッジに入学、1816年にM.A.の学位を修得した。また、1815年11月16日にリンカーン法曹院入りを果たした。総選挙でケンブリッジ大学選挙区から出馬する予定だったが、1817年4月2日に病死した。生涯未婚だった。
イートン・カレッジ在学中の1811年、イートン・ソサエティ（Eton Society）を創設した。ソサエティの会員は「リテラティ」（Literati）と呼ばれ、最初は定員20名で後に30名に増えたが、1816年までに4人に減り、タウンゼンドの抗議がなければイートン・ソサエティはそのまま潰える運命だった。イートン・ソサエティは以降も存続し、1825年には後のイギリス首相であるウィリアム・グラッドストンが入会、現代でもエディ・レッドメインやウィリアム皇太子が入会している。